# Gotha Go 242
 (décembre 2023).
Si vous disposez d'ouvrages ou d'articles de référence ou si vous connaissez des sites web de qualité traitant du thème abordé ici, merci de compléter l'article en donnant les références utiles à sa vérifiabilité et en les liant à la section « Notes et références ».
Dimensions
Le Gotha Go 242 est un planeur de transport du champ de bataille, construit en Allemagne entre 1941 et 1943.

## Conception
L'appareil a été conçu par Albert Kalkert (ca), le chef dessinateur de Gotha, à la suite d'une demande émanant du ministère de l'Aviation du Reich, (Reichsluftfahrtministerium abrégé RLM) qui voulait remplacer ses DFS 230. Au total, 1 528 appareils furent assemblés dont 133 munis de moteurs (Gotha Go 244).

## Engagements
Même s'il n'a pas été utilisé pour des opérations aéroportées, il a parfaitement rempli sa fonction de transporteur d'hommes et de matériels. Pour le tracter, la Luftwaffe utilisait généralement des Heinkel He 111, des Junkers Ju 52 ou des Messerschmitt Bf 110. Une version dotée de moteurs (Gotha Go 244), capable de décoller seule, fut conçue. La plupart étaient en service dans la région méditerranéenne, en Afrique du Nord et dans la mer Égée. Des Junkers Ju 87D-2, renforcés du fuselage arrière à la roulette de queue, furent équipés d'un crochet pour remorquer le Go 242.
Lors de l'opération Citadelle, des Gotha Go 242 des Luftlandgeschwader 1 et 2 du VIII.Fliegerkorps (corps aérien), partis de Feodossia ravitaillèrent la XVIIe armée retranchée dans la péninsule de Taman.

## Variantes
- Go 242A
  - Go 242A-1 : première version de transport de matériel
  - Go 242A-2 : première version de transport de troupes (21 soldats)
- Go 242B
  - Go 242B-1 : version de transport de matériel dont le train est largable
  - Go 242B-2 : B-1 dont le train d'atterrissage a été amélioré (amortisseurs oléo-pneumatiques)
  - Go 242B-3 : B-1 équipé d'une double porte à l'arrière pour larguer des parachutistes
  - Go 242B-4 : version équipée de la double porte du B-3 et du train d'atterrissage du B-2
  - Go 242B-5 : version d'entraînement à double commande
- Go 242C
  - Go 242C-1 :  prototype d'une version hydravion.

- Go 244

Appareils dotés de moteurs : presque toujours le moteur français Gnome et Rhône 14M, plus rarement le BMW 132Z ou le moteur soviétique M-25A. Ils demeurent sous-motorisés par rapport à de "vrais" avions de transport.
- Gotha Ka 430

Prototype épuré muni d'un seul longeron de queue. Nommé ainsi en l'honneur d'Albert Kalkert. Ses essais incluent des fusées de freinage.

## Autres caractéristiques
Deux pilotes étaient nécessaires pour piloter l'appareil, 23 hommes pouvaient prendre place dans la soute, la charge alaire était de 110 kg/m2. L'appareil volait le plus souvent à la vitesse de croisière de 240 km/h et atterrissait à 90 km/h. La distance franchissable de 1 130 km indiquée dans les caractéristiques concerne évidemment la version motorisée Go 244.